# Horst W. Opaschowski
Horst Werner Opaschowski (* 3. Januar 1941 in Beuthen O.S.) ist ein deutscher Erziehungswissenschaftler, Zukunftsforscher und Berater für Politik und Wirtschaft.

## Leben
Nach dem Studium der Pädagogik, Psychologie und Soziologie an den Universitäten Bonn und Köln wurde er 1968 an der Universität zu Köln mit einer Arbeit zum Thema „Der jugendeigene Tourismus und seine pädagogische Problematik“ zum Dr. phil. promoviert. 1973 entwickelte er im Auftrag der Bundesregierung eine freizeitpolitische Konzeption. Von 1975 bis 2006 war er Professor für Erziehungswissenschaft an der Universität Hamburg. 1979 gründete er das von der British American Tobacco (Germany) GmbH  finanzierte BAT Freizeit-Forschungsinstitut, dessen wissenschaftlicher Leiter er bis 2007 war. 2007 wurde das BAT Freizeit-Forschungsinstitut in die Stiftung für Zukunftsfragen umgewandelt, deren wissenschaftlicher Leiter Opaschowski bis Ende 2010 war. Seit 2011 arbeitet er als Zukunftswissenschaftler, Publizist und Berater für Wirtschaft und Politik.
Seine Themenschwerpunkte liegen im Bereich der Gesellschafts- und Zukunftsforschung.
Unter Bundeskanzler Willy Brandt (SPD) war er wissenschaftlicher Mitarbeiter und erarbeitete eine freizeitpolitische Konzeption für die Bundesregierung. Unter Kanzler Helmut Kohl (CDU) war er als wissenschaftlicher Gutachter tätig und als Berater von Angela Merkel regte er 2008/2009 Zukunftskonferenzen und Bürgerdialoge an.
2007 erhielt Opaschowski den Ehrenpreis des Tourismusausschusses des Deutschen Bundestags.
Im Dezember 2010 wurde Opaschowski mit dem Verdienstkreuz 1. Klasse des Verdienstordens der Bundesrepublik Deutschland ausgezeichnet.
Im Frühjahr 2012 konzipierte Opaschowski gemeinsam mit dem Meinungsforschungsinstitut Ipsos ein neues Wohlstandsbarometer als Basis für einen umfassenden 'Nationalen WohlstandsIndex für Deutschland' (NAWI-D), das seitdem kontinuierlich quartalsweise erhoben wird.
2014 gründete er mit seiner Tochter Irina Pilawa das Opaschowski Institut für Zukunftsforschung/O.I.Z in Hamburg.
2018 äußerte er über die Lebenserwartung für Neugeborene: „Jeder Zweite, der heute geboren wird, ist in 100 Jahren noch am Leben. Eine Revolution der Lebenszeit, die es in der gesamten Menschheitsgeschichte noch nicht gegeben hat.“
Opaschowski ist seit 1999 Mitglied des Aufsichtsrates der Industrie-Contact AG sowie Mitglied des Aufsichtsrates des Ferienzentrums Weißenhäuser Strand. Seit 2003 ist er Kuratoriumsmitglied der Landesinitiative „Hamburg engagiert sich“ sowie seit 2009 Gründer und Initiator der „Helferbörse“ im Mehrgenerationenhaus „brügge“ in Hamburg.
Seit 1967 ist Opaschowski verheiratet und hat zwei Kinder.

## Auszeichnungen
- 2007: Ehrenpreis des Tourismusausschusses des Deutschen Bundestages
- 2010: Bundesverdienstkreuz 1. Klasse
- 2011: Columbus-Ehrenpreis der Vereinigung Deutscher Reisejournalisten
- 2011: Special Award of Excellence der European Community of Experts in Marketing and Sales

## Pressestimmen
- „Thesenfester Zukunftsforscher“ (Tagesspiegel vom 11. Januar 2009)[11]
- "Zukunftspapst" (Focus vom 28. Dezember 2012)[12]
- „Zählt zu den 500 wichtigsten Intellektuellen des deutschsprachigen Raumes“ (CICERO MAGAZIN, Januar 2013, S. 28)
- „Begründer der Zukunftsforschung“ (Munzinger-Archiv vom 11. Dezember 2015)[1]
- „Opaschowski prägte die Disziplin der Zukunftsforschung“ (Wirtschaftswoche vom 31. Dezember 2018)[13]
- "Mr. Zukunft" (deutschland.de vom 8. April 2020)[14]

## Buchveröffentlichungen
- 1970: Jugendkundliche Gegenwartsprobleme ISBN 3-7815-0125-6.
- 1970: Jugendauslandsreisen – Geschichtliche, soziale und pädagogische Aspekte. Luchterhand, Neuwied / Berlin 1970 (zugleich Dissertation Universität Köln).
- 1976: Pädagogik der Freizeit. Grundlegung für Wissenschaft und Praxis, Bad Heilbrunn, ISBN 3-7815-0278-3.
- 1976: Freizeit als gesellschaftliche Aufgabe. Konzepte und Modelle, Düsseldorf, ISBN 3-88073-014-8.
- 1976: Soziale Arbeit mit arbeitslosen Jugendlichen. Streetwork und Aktionsforschung im Wohnbereich, Opladen, ISBN 3-8100-0172-4.
- 1977: Freizeitpädagogik in der Schule. Animative Didaktik, Bad Heilbrunn, ISBN 3-7815-0344-5.
- 1977: Freizeitpädagogik in der Leistungsgesellschaft, 3. Aufl., Bad Heilbrunn, ISBN 3-7815-0334-8.
- 1979: Einführung in die freizeitkulturelle Breitenarbeit, Bad Heilbrunn, ISBN 3-7815-0388-7.
- 1979:  Qualifizierung der Animateure, Düsseldorf, ISBN 3-88075-036-X 1979.
- 1981: Methoden der Animation. Praxisbeispiele, Bad Heilbrunn, ISBN 3-7815-0479-4.
- 1983: Arbeit, Freizeit, Lebenssinn? Orientierungen für eine Zukunft, die längst begonnen hat, Opladen, ISBN 3-8100-0417-0.
- 1990: Freizeit, Konsum und Lebensstil, Köln, ISBN 3-88575-055-4.
- 1990: Pädagogik und Didaktik der Freizeit, 2. Aufl., Opladen, ISBN 3-8100-0881-8.
- 1993: Freizeitökonomie. Marketing von Erlebniswelten, Opladen, ISBN 3-8100-1029-4.
- 1996: Pädagogik der freien Lebenszeit, 3. Aufl., Opladen, ISBN 3-8100-1563-6.
- 1998: Leben zwischen Muss und Muße. Die ältere Generation: Gestern. Heute. Morgen, Hamburg-Ostfildern, ISBN 3-924865-30-2.
- 1998: Feierabend? Von der Zukunft ohne Arbeit zur Arbeit mit Zukunft, Opladen, ISBN 3-8100-2068-0.
- 1999: Umwelt. Freizeit. Mobilität. Konflikte und Konzepte, 2. Aufl., Opladen, ISBN 3-8100-2307-8.
- 1999: Generation @. Die Medienrevolution entlässt ihre Kinder. Leben im Informationszeitalter, Hamburg, ISBN 3-616-06871-1.
- 2000: Xtrem. Der kalkulierte Wahnsinn. Extremsport als Zeitphänomen, ISBN 3-924865-33-7.
- 2000: Kathedralen des 21. Jahrhunderts. Erlebniswelten im Zeitalter der Eventkultur, Hamburg, ISBN 3-924865-32-9.
- 2001: Das gekaufte Paradies. Tourismus im 21. Jahrhundert, Hamburg, ISBN 3-924865-36-1.
- 2001: Deutschland 2010. Wie wir morgen arbeiten und leben. Edition der B.A.T. Freizeit-Forschungsinstitut GmbH, Hamburg.
- 2002: Was uns zusammenhält. Krise und Zukunft der westlichen Welt, ISBN 3-7892-8091-7.
- 2002: Tourismus. Eine systematische Einführung – Analysen und Prognosen, Opladen ISBN 3-8100-3216-6.
- 2002: Start-up ins Leben: Wie selbstständig sind die Deutschen, Hamburg, ISBN 3-924865-37-X.
- 2004: Der Generationenpakt. Das soziale Netz der Zukunft, Darmstadt, ISBN 3-89678-487-0.
- 2004: Deutschland 2020. Wie wir morgen arbeiten und leben – Prognosen der Wissenschaft, Wiesbaden, ISBN 978-3-531-14940-0.
- 2005: Besser leben, schöner wohnen? Leben in der Stadt der Zukunft, ISBN 3-89678-544-3.
- 2006: Freizeitwirtschaft. Die Leitökonomie der Zukunft, ISBN 3-8258-9297-2.
- 2006: Das Moses-Prinzip. Die 10 Gebote des 21. Jahrhunderts, ISBN 978-3-579-06947-0.
- 2007: Altersträume. Illusion und Wirklichkeit (mit Ulrich Reinhardt), ISBN 978-3-89678-361-5.
- 2007: Minimex. Das Zukunftsmodell einer sozialen Gesellschaft, ISBN 978-3-579-06976-0.
- 2009: Wohlstand neu denken: Wie die nächste Generation leben wird, ISBN 978-3-579-06878-7.
- 2010: WIR! Warum Ichlinge keine Zukunft mehr haben, Hamburg, ISBN 978-3-86774-104-0.
- 2011: Der Deutschland-Plan. Was in Politik und Gesellschaft getan werden muss, Gütersloh, ISBN 978-3-579-06671-4.
- 2013: Deutschland 2030. Wie wir in Zukunft leben, Gütersloh, ISBN 978-3-579-06635-6.
- 2014: So wollen wir leben! Die 10 Zukunftshoffnungen der Deutschen (unter Mitarbeit von Irina Pilawa), Gütersloh, ISBN 978-3-579-07076-6.
- 2016: Das Abraham-Prinzip. Wie wir gut und lange leben (unter Mitarbeit von Irina Pilawa), Gütersloh, ISBN 978-3-579-08647-7.
- 2018: Du hast fünf Leben! Ein Wegweiser durch die Fünf-Generationen-Gesellschaft (mit Peter Zellmann), Manz, Wien, ISBN 978-3-214-12639-1.
- 2019: Wissen, was wird. Eine kleine Geschichte der Zukunft Deutschlands, Patmos-Verlag, Ostfildern, ISBN 978-3-8436-1184-8.
- 2020: Die semiglückliche Gesellschaft. Das neue Leben der Deutschen auf dem Weg in die Post-Corona-Zeit, Verlag Barbara Budrich, Leverkusen, ISBN 978-3-8474-2466-6.
- 2023: Besser leben statt mehr haben. Wie wir die Zukunft der nachfolgenden Generationen sichern, Kösel-Verlag, München, ISBN 978-3-466-37297-3.